# 渚 (飛島村)
渚（なぎさ）は、愛知県海部郡飛島村にある地名。現行行政地名は渚1丁目から渚8丁目。

## 地理
飛島村北部に位置する。東は名古屋市港区藤前、西は服岡、南は松之郷、北は服岡・三福に接する。西から順に1丁目～8丁目がある。

### 河川
- 日光川

## 歴史

### 沿革
- 1975年（昭和50年） - 飛島村飛島新田・三福・服岡新田の各一部により成立[1]。

## 世帯数と人口
2015年（平成27年）10月1日現在の世帯数と人口は以下の通りである。
| 町丁 | 世帯数  | 人口  |
| ---- | ------- | ----- |
| 渚   | 114世帯 | 417人 |

### 人口の変遷
国勢調査による人口の推移
| 1995年（平成7年）  | 426人 | [ 6 ] |  |
| 2000年（平成12年） | 398人 | [ 7 ] |  |
| 2005年（平成17年） | 399人 | [ 8 ] |  |
| 2010年（平成22年） | 415人 | [ 9 ] |  |
| 2015年（平成27年） | 417人 | [ 3 ] |  |

## 学区
市立小・中学校に通う場合、学区は以下の通りとなる。また、公立高等学校に通う場合の学区は以下の通りとなる。
| 番・番地等 | 小学校           | 中学校           | 高等学校 |
| ---------- | ---------------- | ---------------- | -------- |
| 全域       | 飛島村立飛島学園 | 飛島村立飛島学園 | 尾張学区 |

## 交通

### 道路
- 愛知県道103号境政成新田蟹江線

## 施設
- 正念寺北緯35度5分10.2秒 東経136度47分7.7秒 / 北緯35.086167度 東経136.785472度
- 渚神社北緯35度5分9.8秒 東経136度47分18.6秒 / 北緯35.086056度 東経136.788500度
- 渚コミュニティセンター北緯35度5分8.9秒 東経136度47分19.5秒 / 北緯35.085806度 東経136.788750度
- 飛島聖苑北緯35度5分11.3秒 東経136度48分42.3秒 / 北緯35.086472度 東経136.811750度

## その他

### 日本郵便
- 郵便番号 : 490-1433[4]（集配局：弥富郵便局[12]）。